# Efecto Loomax
El efecto Loomax inventado por Maxime Villalonga se trata de un efecto de edición que consiste en darle a una fotografía digital un aspecto desaturado y panorámico simulando que sean fotogramas sacados de una película de cine. Aporta un toque muy similar al que da un buen etalonaje digital y su procesado es convertir fotografías aparentemente normales en situaciones con una atmósfera cinematográfica. Este efecto debe su nombre a un usuario de Flickr que lo ha popularizado y se puede conseguir con programas de edición de imagen como Adobe Photoshop y Adobe Photoshop Lightroom.

## Características
Las fotografías con efecto Loomax se caracterizan por el predominio de colores fríos, tonos oscuros y su bajo grado de saturación. Este efecto se puede aplicar a cualquier tipo de fotografía digital, aunque las más apropiadas para estos tonos son fotografías captadas en días nublados y con predominio de matices oscuros, fotografías urbanas, con poca profundidad de campo y retratos con luz natural. El resultado suele variar de una fotografía a otra según el número de capas y filtros amarillos, azules y verdes que se empleen para conseguir el efecto. 

## Proceso
Para conseguir este efecto es necesario emplear un editor de imágenes con capacidad para modificar parámetros de luz y color. El primer paso consiste en conseguir una baja saturación manteniendo los colores y una ligera subexposición. En el siguiente paso se crean barras negras horizontales habituales del cine que le proporcionan el aspecto de fotograma de película. A continuación se añaden las 3 capas que producen el toque cinematográfico:
- Un filtro de fotografía amarillo/naranja.
- Un mapa de gradiente de azul a blanco que cambiará el tono de las sombras.
- Un mapa de gradientede verde a blanco que también modificará los tonos en las zonas más oscuras.

Una vez tenemos estras 3 capas de ajuste, se enmascaran igual que la foto original para que no entinte las rayas negras que están en la capa inferior. Por último, se finaliza ajustando las opacidades y tonos de las 3 capas de ajuste según las características y narrativa que se quiera mostrar.

## Vídeo
Lo más parecido al efecto Loomax aplicado a vídeo es lo que conocemos por etalonaje digital, con el que se efectúa la corrección de color fotograma a fotograma en cine y vídeo digital.